# Dudley Ryder, 2. Earl of Harrowby

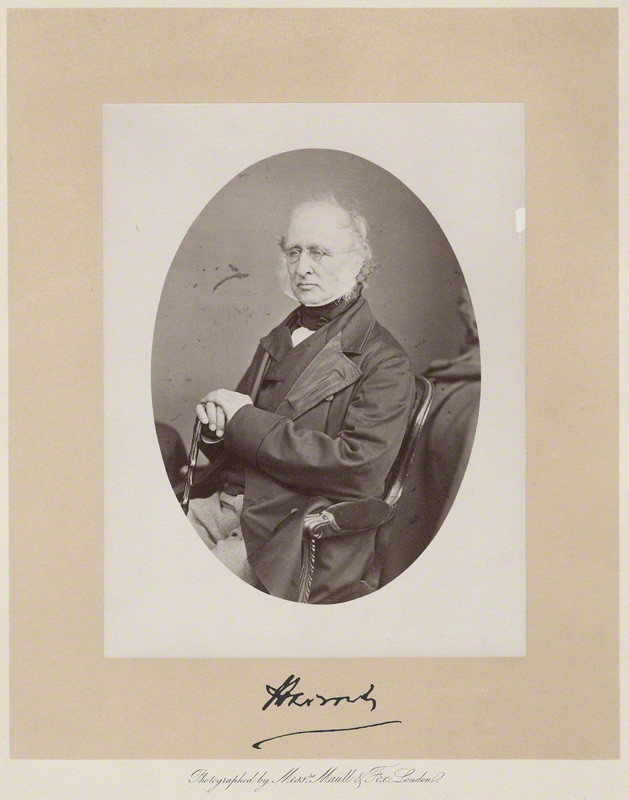
Dudley Ryder, 2. Earl of Harrowby (um 1875)

Dudley Ryder, 2. Earl of Harrowby KG PC FRS (* 19. Mai 1798 in London, England, Vereinigtes Königreich; † 19. November 1882 in Sandon, Staffordshire, England, Vereinigtes Königreich) war ein britischer Politiker, der 27 Jahre lang Mitglied des House of Commons war und 1847 Mitglied des House of Lords wurde. Er fungierte 1855 als Chancellor of the Duchy of Lancaster sowie von 1855 bis 1858 als Lordsiegelbewahrer. Darüber hinaus war er mehrmals Präsident der Royal Statistical Society.

## Leben

### Familiäre Herkunft
Ryder war das fünfte von acht Kindern sowie der älteste Sohn des Außenministers und langjährigen Lord President of the Council Dudley Ryder, der 1803 den Titel als 2. Baron of Harrowby erbte und 1809 zum 1. Earl of Harrowby erhoben wurde, sowie von Lady Susan Leveson-Gower, einer Tochter von Granville Leveson-Gower, 1. Marquess of Stafford, der unter anderem jeweils zweimal ebenfalls Lordsiegelbewahrer und Lord President of the Council sowie zwischenzeitlich Lord Chamberlain of the Household war.
Seine älteste Schwester Louisa Elizabeth Ryder war mit einem Sohn von Hugh Fortescue, 1. Earl Fortescue, George Matthew Fortescue, verheiratet, der von 1826 bis 1831 den Wahlkreis Hindon als Abgeordneter im Unterhaus vertrat. Seine zweitälteste Tochter war die Ehefrau des Geistlichen Lord Charles Amelius Hervey verheiratet, einem Sohn von Frederick Hervey, 1. Marquess of Bristol. Die drittälteste Tochter Lady Mary Ryder war die Ehefrau von Admiral Admiral Edward Saurin, während seine viertälteste Tochter Lady Susan Ryder heiratete den ältesten Sohn von Hugh Fortescue, 1. Earl Fortescue, Hugh Fortescue, 2. Earl Fortescue. Dieser war 31 Jahre lang ebenfalls Mitglied des House of Commons, von 1839 bis 1841 Lord Lieutenant of Ireland sowie von 1846 bis 1850 Lord Steward of the Household.
Sein jüngerer Bruder Granville Dudley Ryder vertrat die konservativen Tories ebenfalls mit Unterbrechungen acht Jahre lang als Abgeordneter im Unterhaus und war der Ehemann von Lady Georgiana Augusta Somerset, einer Tochter von Henry Somerset, 6. Duke of Beaufort. Seine jüngste Schwester Lady Georgiana Elizabeth Ryder wiederum war die Ehefrau des konservativen Politikers John Stuart-Wortley, 2. Baron Wharncliffe, der unter anderem ebenfalls mehrere Jahre Mitglied des House of Commons sowie von 1834 bis 1835 Unterstaatssekretär im Ministerium für Krieg und Kolonien und damit Stellvertreter von George Hamilton-Gordon, 4. Earl of Aberdeen war. Sein jüngster Bruder Frederick Dudley Ryder war Diplomat.

### Unterhausabgeordneter, Präsident der Royal Statistical Society und Oberhausmitglied
Ryder absolvierte ein Studium am Christ Church der University of Oxford und wurde bereits am 6. Juli 1819 als gerade 21-Jähriger erstmals zum Mitglied des House of Commons gewählt, in dem er bis zum 25. Juli 1831 den Wahlkreis Tiverton vertrat. Während seiner Parlamentszugehörigkeit war er zugleich von 1830 bis 1831 Sekretär des für die Verwaltung der Interessen in Britisch-Indien und der Britischen Ostindien-Kompanien zuständigen Right Honourable Board of Commissioners for the Affairs of India.
Nach einer kurzen Unterbrechung wurde er am 10. Dezember 1831 erneut zum Abgeordneten des Unterhauses gewählt und vertrat in diesem nunmehr bis zum 29. Juli 1847 den Wahlkreis Liverpool.
Ryder, dem ein Ehrendoktor des Zivilrechts (Honorary Doctor of Civil Law) verliehen wurde und der auch Fellow der Royal Society war, engagierte sich etliche Jahre in der Royal Statistical Society, deren Präsident er erstmals als Nachfolger von Charles Wentworth-Fitzwilliam, 5. Earl Fitzwilliam zwischen 1840 und seiner Ablösung durch Henry Petty-Fitzmaurice, 3. Marquess of Lansdowne 1842 war.
Beim Tod seines Vaters am 26. Dezember 1847 erbte er dessen Titel als 2. Earl of Harrowby, 2. Viscount Sandon und 3. Baron Harrowby. Dadurch wurde er zugleich Mitglied des House of Lords, dem er bis zu seinem Tod angehörte.
Während dieser Zeit fungierte der Earl of Harrowby von 1847 bis 1880 als Kommissar für Kirchenangelegenheiten (Ecclesiastical Commissioner). Ferner war er als Nachfolger des 5. Earl Fitzwilliam zwischen 1849 und seiner Ablösung durch Samuel Jones-Loyd, 1. Baron Overstone 1851 abermals Präsident der Royal Statistical Society.

### Kanzler des Herzogtums Lancaster und Lordsiegelbewahrer

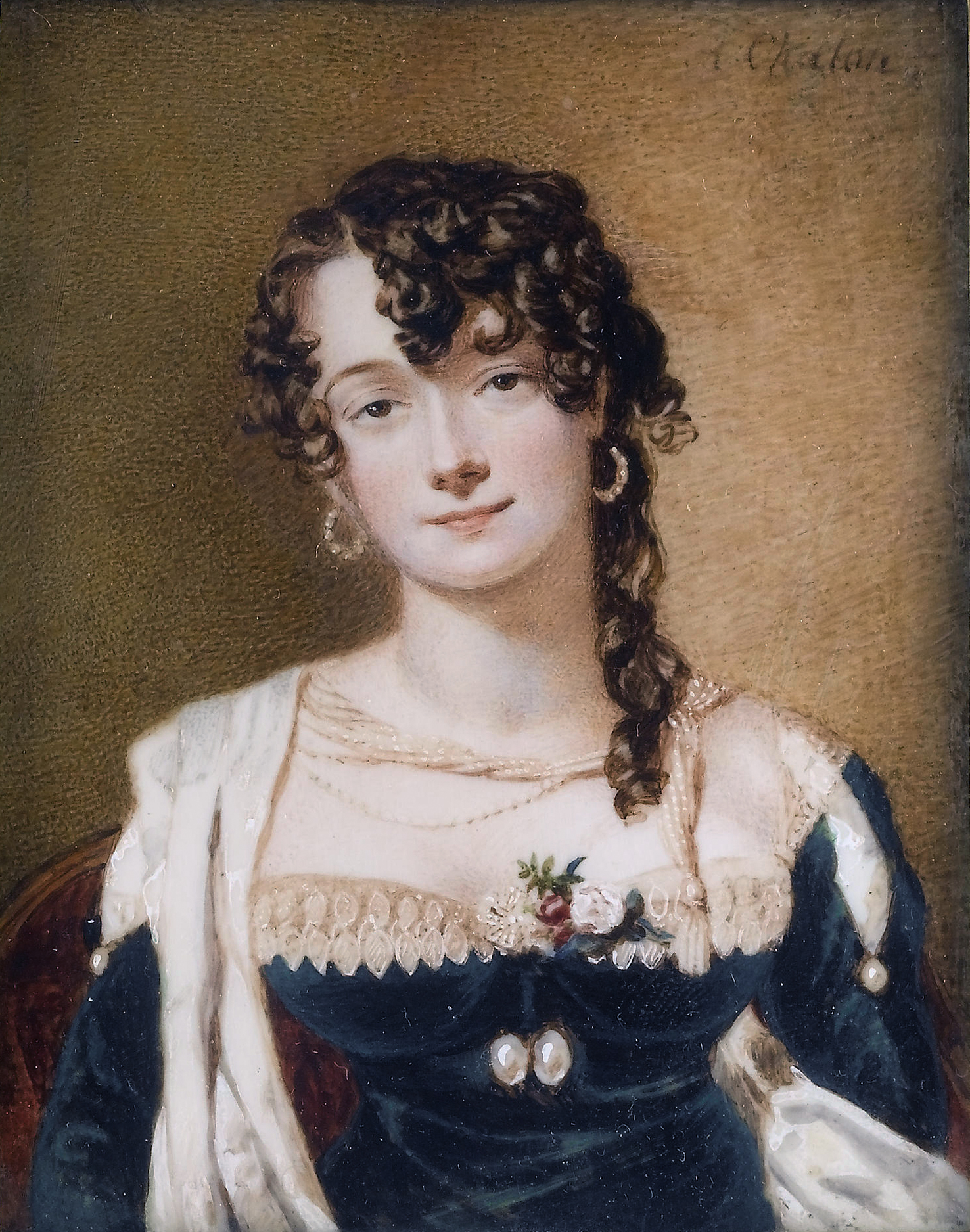
Lady Frances Stuart, Ehefrau des 2. Earl of Harrowby (Gemälde von Alfred Edward Chalon)

Premierminister Henry Temple, 3. Viscount Palmerston berief ihn am 31. März 1855 als Nachfolger Granville Leveson-Gower, 2. Earl Granville zum Kanzler des Herzogtums Lancaster (Chancellor of the Duchy of Lancaster) in dessen erstes Kabinett. Dieses Amt übte er bis zu seiner Ablösung durch Matthew Talbot Baines am 7. Dezember 1855 aus. Zugleich wurde er zum Mitglied des Privy Council berufen.
Anschließend wurde er im Rahmen einer Kabinettsumbildung am 7. Dezember 1855 Nachfolger von George Campbell, 8. Duke of Argyll als Lordsiegelbewahrer (Lord Privy Seal) in der Regierung Palmerston und übte dieses Amt nunmehr bis zu seiner Ablösung durch Ulick John de Burgh, 1. Marquess of Clanricarde am 3. Februar 1858 aus.
Neben seinen Regierungsämtern wurde der Earl of Harrowby 1855 erneut als Nachfolger des 5. Earl Fitzwilliam zum dritten Mal Präsident der Royal Statistical Society und verblieb in dieser Funktion, ehe er 1857 durch Edward Henry Stanley abgelöst wurde. Er war damit ein Zeitgenosse des bekannten Statistikers William Guy, der zwischen 1852 und 1856 Autor des Journal of the Statistical Society of London war und dem die Royal Statistical Society die Guy-Medaille widmete.
1859 wurde er in den Hosenbandorden aufgenommen, den exklusivsten Ritterorden des Vereinigten Königreichs und einen der angesehensten Europas. Er fungierte ferner zeitweilig als High Steward von Tiverton sowie als Gouverneur der traditionsreichen, elitären Charterhouse School.

### Ehe und Nachkommen
Am 15. September 1823 heiratete Ryder Lady Frances Stuart, eine Tochter von John Stuart, 1. Marquess of Bute, der unter anderem zwei Mal Lord Lieutenant der Grafschaft Glamorgan sowie Lord Lieutenant der Grafschaft Bute war. Aus dieser Ehe gingen zwei Söhne hervor.
Nach seinem Tod erbte am 19. November 1882 zunächst sein ältester Sohn Dudley Francis Stuart Ryder Erbe des Titels als 3. Earl of Harrowby sowie der nachgeordneten Titel und damit Mitglied des House of Lords. Zuvor war dieser jahrelang Mitglied des House of Commons sowie zwischen 1878 und 1880 Handelsminister (President of the Board of Trade) und von 1885 bis 1886 ebenfalls Lordsiegelbewahrer.
Da der 3. Earl jedoch am 26. März 1900 kinderlos verstarb, erbte Dudley Ryders zweiter Sohn und Bruder des 3. Earls, Henry Dudley Ryder, den Titel als 4. Earl of Harrowby sowie die nachgeordneten Titel und wurde damit Mitglied des Oberhauses. Dieser war als Privatbankier und Partner der Privatbank Coutts & Co. Allerdings verstarb dieser wenige Monate später am 11. Dezember 1900, so dass dessen Sohn, der bisherige Unterhausabgeordnete John Herbert Dudley Ryder den Titel als 5. Earl of Harrowby.